# سعید حسینویچ
سعید حسینویچ (بوسنیایی: Said Husejinović؛ زادهٔ ۱۳ مهٔ ۱۹۸۸) بازیکن فوتبال اهل بوسنی و هرزگوین است.
از باشگاه‌هایی که در آن بازی کرده‌است می‌توان به باشگاه ورزشی وردر برمن، باشگاه فوتبال لوکوموتیو زاگرب، باشگاه فوتبال کایزرسلاوترن، باشگاه فوتبال سارایوو و باشگاه فوتبال دینامو زاگرب اشاره کرد.
وی همچنین در تیم‌های ملی فوتبال زیر ۲۱ سال بوسنی و هرزگوین و بوسنی و هرزگوین بازی کرده‌است.